# 波多江孝文
波多江 孝文（はたえ たかふみ、1950年〈昭和25年〉10月19日 - ）はフリーアナウンサー。元琉球放送アナウンサー、元ニッポン放送アナウンサー。元ニッポン放送 編成局制作部 特別職、株式会社ダイアナ元常務取締役・顧問、エル・ファクトリーを経て、現在はリベルタに所属。イベント プロデューサーとしても活動している。マイクネームははた金次郎 → はたえ金次郎。愛称「はた金」。東京都目黒区出身。血液型はA型。

## 略歴
1972年、琉球放送にアナウンサーとして入社。琉球放送時代は、柳卓、小山康昭と共に沖縄のラジオの人気を支えていた頃があった。『飛び出せ!全国DJ諸君』の1977年度コンクールでグランプリを受賞した。1978年、ニッポン放送に移籍。1979年4月にマイクネームを公募して、「金太郎のように丸い顔だが、どちらかと言えば金太郎の弟分のようだ」といったことから「はた金次郎」に改名。その後、1984年以降は「はたえ金次郎」となり、これらの名前で音楽番組や夕方の情報番組などを担当した。パーソナリティを務めながら、ラジオ番組の企画や音楽プロデュース活動などを行っていた。
2000年6月、ニッポン放送を退社。フリーアナウンサーに転身した。2009年7月24日、琉球放送(RBCiラジオ)の「団塊花盛り!」にサプライズゲストとして出演。その後も沖縄県来訪時はかつての同僚が務める番組に出演したり、同局開局60年記念の深夜番組「ご存知! 深夜大学」の復刻版を放送した。
1980年前後に日曜深夜の放送終了直前の時間帯に『はた金のオールナイトニッポン電話リクエスト』を放送。内容は主に音楽に即した内容で、日本国内外のポップスの新譜やリクエスト曲をかけ、番組の後半（1時10分頃）から国内外ランキングの発表があった。このベストテンは同番組のスポンサーである新星堂からも投票ができた。エンディング曲は、自身が結成した「HATAKIN&YMG」（後述）の「Good Night My Lovely Girl」。
『大入りダイヤルまだ宵の口』のパーソナリティを務めていた時に同じ番組のパーソナリティだったくり万太郎と「スイートポテト」というユニットを結成。1979年2月、キャニオンレコードからシングル「真冬の帰り道」（B面「一人になれるかい」）を発売。1982年2月5日、山中のりまさ、村上秀一、後藤次利と組んだ「HATAKIN&YMG」としてシングル「SEASON」をビクターから発売。『文夫と明子のラジオビバリー昼ズ』のプロデューサーを務めていた当時の1990年、松本明子の歌った「アッコちゃん音頭」を「HATAKIN」の名前で作曲も手掛けていた。
この他にも、松田聖子とのデュエットソング「シンデレラ騎士（ナイト）」をリリースするなど、人気歌手とのデュエットや音楽プロデュースを数多く手掛けた。

## 過去の出演番組
琉球放送
- ご存知! 深夜大学（ラジオ、番組内で「はた坊」と呼ばれていた）
- 聴いた！ 見た！ 話した！ アナウンサーたちの沖縄復帰 (2022年5月16日）
- RBCニュース（テレビ・ラジオとも）

など、主にラジオ出演が多かった。
ニッポン放送
- 日立ミュージック・イン・ハイフォニック （ニッポン放送移籍後、初のレギュラー担当。「はた金次郎」改名後も、この番組は「波多江孝文」名義の出演を継続していた。）
- 大入りダイヤルまだ宵の口[1]（高島ヒゲ武の後任。この番組の途中から「はた金次郎」に改名）
- 味の素サウンドネットワーク・ポップステップ踊らにゃSong Song
- ザ・パンチパンチパンチ[1]
- はた金次郎のオールナイトニッポン電話リクエスト
- 不二家歌謡ベストテン
- ラジオまんぱくコミック・ザ・ベストテン
- ラジオまんぱくラジメーション'81
- ラジオアニメック・決定!アニメ最前線
- はたえ金次郎の夕焼け一丁目[1]（この番組から、「はたえ金次郎」に改名）
- サンサンサンデー はた金です!
- そこまでいうか! はたえ金次郎の熱血!正義の60分（北海道放送向け裏送りの火曜日パーソナリティ）
- マジカルミュージックツアーカウントダウン2000（この番組から再度、本名の「波多江孝文」に戻した）
- 高嶋ひでたけの特ダネラジオ 夕焼けホットライン → 上柳昌彦 ごごばん!内の快適生活ラジオショッピング 2010年1月12日 - 2011年12月30日

フリー
- 快適生活 ラジオショッピング（ニッポン放送）

## CM
- 小島タイヤ商会
- 浦安魚市場